# Rande
Rande est une freguesia (« paroisse civile ») du Portugal, rattachée au concelho de Felgueiras et située dans le district de Porto et la région Nord.

## Organes de la paroisse
- L'assemblée de paroisse est présidée par Luís Moreira Peixoto (groupe "PPD/PSD").
- Le conseil de paroisse est présidé par Vítor Pedro da Costa Ribeiro (groupe "PPD/PSD").